# James Haar
James Haar, né le 4 juillet 1929 à Saint-Louis et mort le 15 septembre 2018, est un musicologue américain.

## Biographie
James Haar fait ses études à l'Université Harvard et obtient son Bachelor of Arts en 1950. Il fait aussi des études à l'Université de Caroline du Sud ou il obtient son Master of Arts en 1954. Il poursuit sa thèse à l'Université Harvard sous la direction de John Ward et de Nino Pirrotta. Il soutient sa thèse Musica mundana : Variations on a Pythagorean Theme en 1961. Il est ensuite enseignant dans cette université de 1961 à 1967. Il est aussi enseignant à l'Université de Pennsylvanie de 1967 à 969, à l'Université de New York de 1969 à 1978 ainsi qu'à l'Université de Caroline du Nord à partir de 1978. Il est rédacteur en chef du Journal of the American Musicological Society de 1966 à 1969, puis en devient président de 1976 à 1978. Il édite The Duos of Jhan Gero en 1977 avec Leonard Bernstein.

## Ouvrages publiés
- (en) The Tugendsterne of Harsdorffer and Staden, 1965.
- (en) Leonard Bernstein, The Duos of Jhan Gero, 1977.
- (en) Essays on Italian Poetry and Music in the Renaissance, 1986.
- (en) I. Fenlon, The Italian Madrigal in the Early Sixteenth Century : Sources and Interpretation, 1989.